# Salmour
Salmour é uma comuna italiana da região do Piemonte, província de Cuneo, com cerca de 704 habitantes. Estende-se por uma área de 12 km², tendo uma densidade populacional de 59 hab/km². Faz fronteira com Bene Vagienna, Cervere, Cherasco, Fossano, Narzole.

## Demografia
| Variação demográfica do município entre 1861 e 2011                               |
|                                                                                   |
| Fonte: Istituto Nazionale di Statistica (ISTAT) - Elaboração gráfica da Wikipedia |